# Galten Friskole
Galten Friskole var en dansk friskole, der lå i Galten mellem Århus, Silkeborg og Skanderborg. Skolen er grundlagt af en gruppe forældre fra nærområdet. Galten Friskole er en privat skole.
Skolen blev lukket pr 31. december 2016 pga. Konkurs. Ved lukningen havde skolen under 20 elever.